# Arbanitis gracilis
Espèce
Synonymes
- Misgolas gracilis (Rainbow & Pulleine, 1918)
- Arbanitis villosus Rainbow, 1920 nec Rainbow, 1914
- Arbanitis bradleyi Rainbow, 1920

Arbanitis gracilis est une espèce d'araignées mygalomorphes de la famille des Idiopidae.

## Distribution
Cette espèce est endémique de Nouvelle-Galles du Sud en Australie. Elle a été découverte à Sydney.

## Description
La carapace de la femelle holotype mesure 8,5 mm de long sur 5,5 mm et l'abdomen 11,5 mm de long sur 6,7 mm.

## Publication originale
- Rainbow & Pulleine, 1918 : Australian trap-door spiders. Records of the Australian Museum, vol. 12, p. 81-169 (texte intégral).